# Валпасуш
Валпа́суш (порт. Valpaços; МФА: [vaɫ.ˈpa.suʃ]) — муніципалітет і місто в Португалії, в окрузі Віла-Реал. Розташований у північній частині країни, на теренах історичної португальської провінції Трансмонтана. Належить до Віла-Реальської діоцезії Католицької церкви в Португалії. Права міського самоврядування має з 1836 року. Поділяється на 25 парафій. За адміністративним поділом, чинним до 1976 року, був складовою провінції Трансмонтана і Верхнє Дору. Площа муніципалітету — 548,74 км², населення муніципалітету — 16882 ос. (2011); густота населення — 30,77 осіб/км²
. Патрон — Діва Марія. Святковий день муніципалітету — 6 листопада. Поштовий індекс — 5430.  Код місцевої адміністративної одиниці — 1712. Складова статистичного регіону Північ.

## Географія
Валпасуш розташований на півночі Португалії, на сході округу Віла-Реал.
Валпасуш межує на сході — з муніципалітетами Віняйш і  Мірандела, на півдні — з муніципалітетом Мурса, на заході — з муніципалітетом Віла-Пока-де-Агіар, на північному заході — з муніципалітетом Шавеш.

## Населення
| Кількість мешканців | Кількість мешканців | Кількість мешканців | Кількість мешканців | Кількість мешканців | Кількість мешканців | Кількість мешканців | Кількість мешканців | Кількість мешканців | Кількість мешканців | Кількість мешканців | Кількість мешканців | Кількість мешканців | Кількість мешканців | Кількість мешканців |
| ------------------- | ------------------- | ------------------- | ------------------- | ------------------- | ------------------- | ------------------- | ------------------- | ------------------- | ------------------- | ------------------- | ------------------- | ------------------- | ------------------- | ------------------- |
| 1864                | 1878                | 1890                | 1900                | 1911                | 1920                | 1930                | 1940                | 1950                | 1960                | 1970                | 1981                | 1991                | 2001                | 2011                |
| 23 591              | 25 571              | 24 486              | 25 179              | 25 297              | 23 912              | 26 050              | 29 395              | 33 599              | 33 984              | 27 350              | 26 066              | 22 586              | 19 512              | 16 882              |